# Иоанн Фордунский
Иоанн Фордунский, или Джон Фордан (англ. John of Fordun, лат. Joannes de Fordun; ум. около 1384 или 1387) — средневековый шотландский хронист, автор «Хроники шотландской нации» (лат. Chronica gentis Scotorum) — первой попытки написания истории Шотландии с древнейших времён до XII века.

## Биография
О жизни Иоанна Фордунского известно мало. Главным источником по его биографии остаётся Уолтер Боуэр, продолжатель работы Иоанна и автор «Шотландских хроник» (лат. Scotichronicon), в прологе к которым приводятся скудные сведения об Иоанне Фордунском. В конце XVI века английский историк и антикварий Уильям Кэмден выдвинул гипотезу, согласно которой Иоанн происходил из местечка Фордоун (англ. Fordoun) в Мернсе, на территории современной области Абердиншир, и поэтому впоследствии стал известен как Фордунский. Это предположение получило всеобщее признание, хотя документальных подтверждений связи Иоанна с Фордоуном до настоящего времени не обнаружено. По другой версии, фамилия Иоанна происходит от поместья Фордан неподалёку от Охтерардера в Пертшире.
В прологе к «Шотландским хроникам» Боуэра Иоанн Фордунский описан как простой священник скромного происхождения, не получивший законченного образования. В более поздних копиях хроник Иоанн назван капелланом Абердинского собора. По легенде, свою книгу Иоанн Фордунский начал писать для того, чтобы восполнить отсутствие систематических работ по шотландской истории и уничтоженные во время вторжений Эдуарда I исторические документы и летописи. Для этого Иоанн предпринял путешествие по Англии и Ирландии, собирая и записывая данные по истории Шотландии в библиотеках монастырей. Результатом стала его хроника, которая по точности и достоверности информации значительно превзошла более старые шотландские летописи.

## Сочинения
Главный труд Иоанна Фордунского, «Хроника шотландской нации» (лат. Chronicon gentis Scotorum), является первым дошедшим до нас непрерывным описанием всей истории Шотландии и состоит из пяти книг. Первые три, охватывающие историю от сотворения мира до смерти Карла Великого, почти полностью основаны на мифах и легендах. В частности, излагается популярное в средневековой шотландской историографии предание о легендарных прародителях гаэлов — дочери египетского фараона Скоте и её сыне Гойделе Гласе. Тем не менее, многие из записанных Иоанном из Фордуна мифов впоследствии легли в основу исторических работ Гектора Боэция и Джорджа Бьюкенена. Значительно большую ценность имеют четвёртая и пятая книги хроники, в значительной степени основанные на документальных источниках, причём уровень надёжности сведений повышается по мере приближения к временам, современным автору. 
Хроника доведена до 1153 года, когда скончался король Давид I. Источниками для неё могли послужить «Деяния английских королей» Уильяма Мальмсберийского и сочинение аббата Элреда Ривоского «Горестная песнь о смерти короля Давида» (лат. Lamentatio pro morte regis David), не вызывает также сомнений знакомство её автора с трудами Ненния и Гальфрида Монмутского.
Помимо обстоятельной «Хроники шотландской нации», перу Иоанна Фордунского принадлежат незавершённые «Анналы деяний» (лат. Gesta Annalia), включающие 231 сообщение по различным событиям шотландской истории с 900 по 1363 год. Эти анналы использованы были Уолтером Боуэром, продолжателем хроники Иоанна Фордунского и автором объёмного труда «Шотландские хроники» (лат. Scotichronicon), охватывающего историю Шотландии до смерти Якова I (1437). В отличие от «Хроники шотландской нации», отрывочные заметки Gesta Annalia, последняя запись в которых датируется серединой 1363 года, практически не содержат авторских комментариев или анализа, но включают в себя различного рода исторические документы, из которых особый интерес представляют, в частности, родословие шотландских монархов, Арбротская декларация (1320) и представленный в 1301 году римской курии «Процесс» эдинбургского легиста Бальдреда Биссета. Несмотря на лаконизм, «Анналы деяний» отличаются высокой точностью и надёжностью, особенно в отношении современных автору событий. 
Впервые «Хроника шотландской нации» Иоанна Фордунского, сохранившаяся не менее чем в восьми рукописях XV—XVI веков, была опубликована в 1691 году Томасом Гейлом под заглавием «История скоттов» (лат. Scotorum Historia), и переиздавалась в 1722 году в Оксфорде антикварием Томасом Хирном и в 1759 году в Эдинбурге шотландским историком Уолтером Гудаллом. Классическим изданием стала публикация 1871—1872 годов под редакцией Уильяма Скина в сборнике «Историки Шотландии», на латыни и в переводе на английский язык. В этом издании была впервые предпринята достаточно успешная попытка восстановления её оригинального текста путём исключения дополнений Уолтера Боуэра и других продолжателей.

## Издания
- John of Fordun’s Chronicle of the Scottish nation, ed. by William Forbes Skene // Historians of Scotland. — Vol 4. — Edinburgh: Edmonston and Douglas, 1872. — lxxviii, 460 p.